# Una donna del popolo
Una donna del popolo è un mediometraggio muto italiano del 1913 diretto da Attilio Fabbri.